# Gérard Barray
Gérard Barray; eigentlich Gérard Marcel Louis Baraillé (* 2. November 1931 in Toulouse, Midi-Pyrénées; † 15. Februar 2024 in Marbella, Spanien) war ein französischer Schauspieler.

## Leben
Gérard Barrays Eltern, ein Fabrikbesitzer und dessen Frau, die drei Sprachen studiert hatte, trennten sich kurz nach seiner Geburt. Mit seiner Mutter zog er nach Montauban, wo sie ein Entbindungsheim leitete. Gérard Barray schloss seine Schulausbildung in Toulouse ab und spielte nebenher Jazz. Er nahm ein Medizinstudium auf, zog aber bald mit einem Empfehlungsschreiben der Schauspielerin Camille Ricard, die in Toulouse sein schauspielerisches Talent entdeckt hatte, nach Paris, wo er bei Noël Roqueverts Schauspieltruppe beschäftigt wurde. Er nahm am „Cours Simon“ Unterricht und erhielt nach vier Jahren den Preis der Jury.
Bekannt wurde Barray in den 1960er Jahren auch in Deutschland vor allem als Mantel- und Degen-Held, so als D’Artagnan in dem Zweiteiler Die drei Musketiere und in der Hauptrolle in den beiden Filmen um den Abenteurer Robert Surcouf (Unter der Flagge des Tigers, Donner über dem Indischen Ozean). Als Kino-Serienheld war er auch als Chevalier de Pardaillan und als Kommissar San-Antonio abonniert. 1969 zeigte sich Barray im Thriller Der Zeuge von seiner dunklen Seite: Mordzeugin Claude Jade verfällt seinem dunklen Charme. Diese Gegenbesetzung blieb seine letzte große Hauptrolle.
Der Mann, der Leinwand-Ikonen wie Mylène Demongeot, Claude Jade, Anna Karina und Sylva Koscina betören durfte, war seit den 1970er Jahren weniger beschäftigt, hatte jedoch mit Abre los ojos (1997), dem Original zum Tom-Cruise-Remake Vanilla Sky, in einer Nebenrolle ein kurzes Comeback.

## Privatleben
Als er im Karl-May-Zweiteiler Der Schatz der Azteken und Die Pyramide des Sonnengottes den Don Alfonso spielte, lernte er seine spätere Frau, die spanische Flamencotänzerin Teresa Lorca, kennen. Sie wirkte als Karja in den beiden Filmen mit. Er heiratete Lorca am 16. Juni 1965 in Montauban. Sie wurde die Mutter seiner Kinder Julien und Marie.
Im Januar 2010 wurde Barray mit dem Ordre des Arts et des Lettres ausgezeichnet.
Seinen Ruhestand verbrachte Barray in Andalusien. Dort starb er am 15. Februar 2024 im Alter von 92 Jahren.

## Filmografie (Auswahl)
- 1960: Die Katze lässt das Mausen nicht (L’eau à la bouche)
- 1961: Fracass, der freche Kavalier (La capitaine Fracasse)
- 1961: Die drei Musketiere (Les Trois Mousquetaires)
- 1961: Die korsischen Brüder (I fratelli Corsi)
- 1962: Der scharlachrote Musketier (Le chevalier de Pardaillan)
- 1963: Sheherazade (Shéhérazade)
- 1963: Das Geheimnis des Scaramouche (La máscara de Scaramouche)
- 1964: Geheimagentin in Gibraltar (Gibraltar)
- 1964: Der Triumph des Musketiers (Hardi Pardaillan!)
- 1965: Der Schatz der Azteken
- 1965: Die Pyramide des Sonnengottes
- 1966: Baraka, Agent X 13 (Baraka sur X 13)
- 1966: Unter der Flagge des Tigers (Surcouf, l’eroe dei sette mari)
- 1966: Donner über dem Indischen Ozean (Il grande colpo die Surcouf)
- 1966: Kommissar, Sie riskieren zu viel (Commissaire San Antonio: Sale temps pour les mouches)
- 1967: Zärtliche Haie (Tendres requins)
- 1968: Flammen auf der Adria (Flammes sur l’Adriatique)
- 1968: Béru und jene Damen (Béru et ces dames)
- 1969: Der Zeuge (Le témoin)
- 1972: Killer Driver (Un verano para matar)
- 1982: Black Platoon – Das schwarze Kommando (Othello, el comando negro)
- 1993: Nestor Burmas Abenteuer in Paris (Nestor Burma; Fernsehserie, 1 Folge)
- 1997: Virtual Nightmare – Open Your Eyes (Abre los ojos)
- 2000: Sexy Beast